# Затамњење
Затамњење (енгл. Fade to Black) је амерички филм из 2006. Режирао га је Оливер Паркер, а сценаристи су Давиде Ферарио и Оливер Паркер.

## Улоге
| Глумац            | Улога         |
| ----------------- | ------------- |
| Дени Хјустон      | Орсон Велс    |
| Паз Вега          | Леа Падовани  |
| Кристофер Вокен   | Брустер       |
| Дијего Луна       | Томазо        |
| Ана Галијена      | Аида          |
| Натанијел Паркер  | Вајола        |
| Виоланте Плачидо  | Стела         |
| Пино Амендола     | Гриша         |
| Данијел Серкеира  | 'Лаки' Лучано |
| Семели Економу    | Бјанка        |
| Кваме Квеј-Арма   | Џо Блек       |
| Паулина Манов     |               |
| Јосиф Татић       | Де Бернади    |
| Дамир Тодоровић   | Уго Мајнарди  |
| Синиша Убовић     | Продуцент     |
| Танасије Узуновић |               |
| Томо Курузовић    | сељак         |